# Moritat

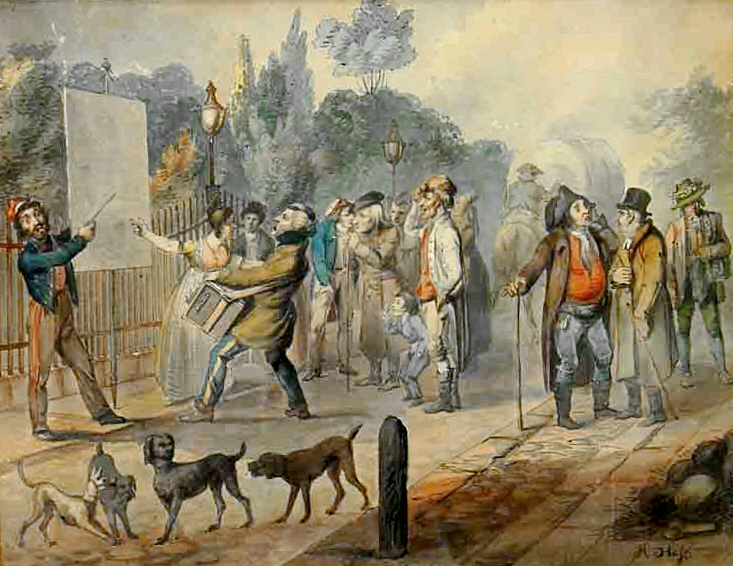
Moritatensänger, 1. Hälfte des 19. Jahrhunderts

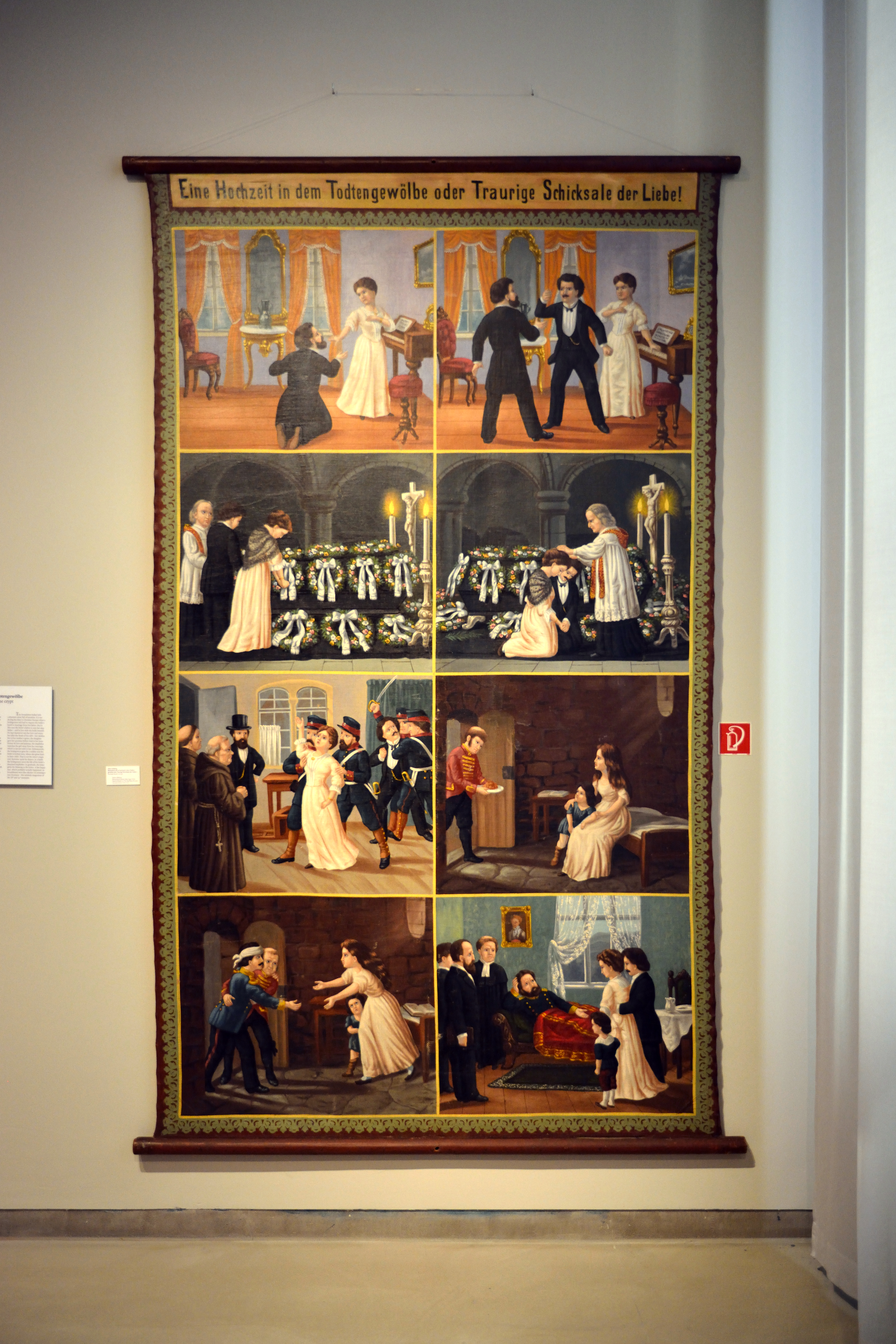
Beispiel: Eine Hochzeit in dem Todtengewölbe oder Traurige Schicksale der Liebe aus dem Museum Europäischer Kulturen

Die Moritat (Etymologie unsicher, vermutlich auf Mordtat oder Moralität zurückgehend mit Nähe zum Lateinischen mores für „Sitten, Brauchtum“) ist eine schaurige Ballade und das Erzähllied des Bänkelsängers. Sie steht in starkem Zusammenhang mit dem Bänkelsang, einer Art der Nachrichtenübermittlung, die sich im Rahmen einer szenischen Aufführung der Medien Ton, Text und Bild bedient. In dieser Art des Bänkelsangs wurde (im Sinnes des Axioms „bad news are good news“ um mit einer Sensationsmeldung die Neugier der Zuhörer zu nutzen und Aufmerksamkeit zu erregen) damit das Publikum direkt angesprochen. Meist gehen – um die Missetaten nicht gutzuheißen und weitere zu verhindern – moralische Forderungen mit der Darbietung einher. Bänkelsang wurde seit dem 17. bis ins frühe 20. Jahrhundert dargeboten. Worin die Beziehung der Moritat zum Bänkelsang genau besteht, ist in der gängigen Sachliteratur umstritten. Es wird ein medialer Unterschied geltend gemacht, wonach der Bänkelsang den „szenischen und audiovisuellen“, die Moritat hingegen den „textuellen“ Aspekt desselben Phänomens bezeichnet. Weiter wird ein Unterschied in Bezug auf den Inhalt der kolportierten Nachricht vorgeschlagen: Handelt der Bänkelsang von einer Mord- oder Gräueltat, spricht man demnach von einer Moritat.

## Geschichte
Diese Schauerballaden, die sich auch an wahren Begebenheiten orientierten, wurden häufig durch eine Drehorgel, Violine, Gitarre oder Harfe begleitet, auf Straßen, Plätzen und Jahrmärkten von Moritatensängern und Bänkelsängern vorgetragen. Dabei wurde die Dramatik oft durch einen erhöhten Stand und entsprechende Leinwandbilder oder Moritatentafeln gesteigert, auf die mit einem langen Stock gedeutet wurde. Dazu verkauften die Sänger Texthefte oder sammelten vom Publikum Geld; so konnten sie ihren Lebensunterhalt verdienen.
Im Gegensatz zum verwandten Drehorgelmann, der gelegentlich noch anzutreffen ist, verschwand der Moritatensänger in den 1930er Jahren allmählich aus dem öffentlichen Leben. In den letzten Jahren wurde allerdings der Moritatengesang durch Einzelne oder Gruppen wiederentdeckt. Er wird heute etwa in Deutschland durch die Baden-Badener Liederweiber, die Gruppe Leierkastenheiterkeit mit Doris van Rhee, Axel Stüber und Ullrich Wimmer, die Hofheimer Moritatensänger um Gerd Gröhl oder durch die oberschwäbische Moritatengruppe um Werner Schnell vertreten. Ebenso wird in Simbach b. Landau seit den 1870er Jahren im Fasching und bei sonstigen Feiern und Festen der Moritatengesang gepflegt.  In Österreich hat Eberhard Kummer Anfang der 1990er Jahre eine Reihe populärer Moritaten und Balladen aus Wien aufgeführt eingespielt. So finden sich auf einer 1993 gemeinsam mit Kammerschauspielerin Elisabeth Orth gestalteten CD Titel wie „Ludwig Sands letzte Stunde“, „Rinaldo Rinaldini“ oder „Des Raubmörders Geliebte im Kerker“.
In Bertolt Brechts Dreigroschenoper wird die Form der Moritat noch einmal in der Moritat von Mackie Messer aufgegriffen, von Kurt Weill konsequent mit Begleitung „in der Art eines Leierkastens“ umgesetzt.
Heutige Formen des Genres Mordballade findet man zum Beispiel bei der Kanadierin Suzie Ungerleider und bei Nick Cave, dessen 1996er Album Murder Ballads enthält und auch so heißt. Auch greifen Interpreten der Schwarzen Szene, wie Die Kammer (Beispiel Sinister Sister) oder die Dark-Metal-Band Eden Weint Im Grab (Beispiel Moritat des Leierkastenmanns) die Moritat auf.

## Aufnahmen/Tonträger
- Sentimentale Volkslieder vom Tod, von Räubern und Mördern. Eberhard Kummer gemeinsam mit Elisabeth Orth. CD. Preiser-Records, Wien, 1993.
- Moritaten oder Das Morden höret nimmer auf. Helmut Qualtinger und Kurt Sowinetz. CD. Preiser-Records, Wien, 1964.
- Die Moritat von Mackie Messer aus der Dreigroschenoper von Bertolt Brecht, Uraufführung am 31. August 1928.